# Godofreu I de Verdun
Godofreu I de Verdun, conegut com el Captiu i també el Vell, mort el 998 o després, va ser comte de Bidgau i de Methingau el 959, després comte de Verdun de 963 a 1002. Va ser igualment comte d'Hainaut de 974 a 998. Era fill de Goteló de Bidgau (o Gozlí), comte de Bidgau i de Methingau, i d'Uda o Oda de Metz, i germà d'Adalberó, l'arquebisbe de Reims que va col·locar a Hug Capet sobre el tron de França.

## Biografia
Va ser sempre un fidel dels otonians, amb els quals estava emparentat per la seva àvia maternal, Oda, filla d'Otó I de Saxònia l'Il·lustre.
El 960 o poc abans, apareix com a comte de Verdun. Havia heretat del seu pare (mort vers 942/943) terres comtals a Bidgau i Methingau però la seva situació entre 944 i 959 és incerta. El 969, obtingué els marquesats d'Anvers i d'Ename, i després es va apoderar el 973 del comtat d'Hainaut amb Arnold de Valenciennes, a costa de Renyer IV d'Hainaut. Carles de la Baixa Lotaríngia, qui sostenia a Renyer, els va lliurar batalla a Mons el 976, i Godofreu va ser greument ferit i fet presoner sent alliberat al cap d'un temps.
Al costat de l'emperador germànic Otó II, va combatre a Lotari, rei de França, però va ser capturat prop de Verdun el 985 i va quedar captiu dos anys. Va ser Hug Capet qui el va alliberar el 987, perquè la família de Godofreu l'havia sostingut enfront de Carles de la Baixa Lotaríngia, el pretendent carolingi. El 989, fou de nou fet presober per Herbert III, comte de Vermandois.
Fou alliberat abans de 995, ja que en aquesta data participava en el sínode de Mousson. El 988, Renyer IV li va reprendre el comtat d'Hainaut.

## Ascendència
|  |                                                   |  |  |  |  |  |  |  |  |  |  |  |  |  |  |  |
|  | …                                                 |  |  |  |  |  |  |  |  |  |  |  |  |  |  |  |
|  |                                                   |  |  |  |  |  |  |  |  |  |  |  |  |  |  |  |
|  |                                                   |  |  |  |  |  |  |  |  |  |  |  |  |  |  |  |
|  | Wigeric de Bidgau († v. 920),                     |  |  |  |  |  |  |  |  |  |  |  |  |  |  |  |
|  |                                                   |  |  |  |  |  |  |  |  |  |  |  |  |  |  |  |
|  |                                                   |  |  |  |  |  |  |  |  |  |  |  |  |  |  |  |
|  | …                                                 |  |  |  |  |  |  |  |  |  |  |  |  |  |  |  |
|  |                                                   |  |  |  |  |  |  |  |  |  |  |  |  |  |  |  |
|  |                                                   |  |  |  |  |  |  |  |  |  |  |  |  |  |  |  |
|  | Goteló de Bidgau († 942)                          |  |  |  |  |  |  |  |  |  |  |  |  |  |  |  |
|  |                                                   |  |  |  |  |  |  |  |  |  |  |  |  |  |  |  |
|  |                                                   |  |  |  |  |  |  |  |  |  |  |  |  |  |  |  |
|  | …                                                 |  |  |  |  |  |  |  |  |  |  |  |  |  |  |  |
|  |                                                   |  |  |  |  |  |  |  |  |  |  |  |  |  |  |  |
|  |                                                   |  |  |  |  |  |  |  |  |  |  |  |  |  |  |  |
|  | Cunegunda de França (v. 893 † després de 923),    |  |  |  |  |  |  |  |  |  |  |  |  |  |  |  |
|  |                                                   |  |  |  |  |  |  |  |  |  |  |  |  |  |  |  |
|  |                                                   |  |  |  |  |  |  |  |  |  |  |  |  |  |  |  |
|  | Ermentruda                                        |  |  |  |  |  |  |  |  |  |  |  |  |  |  |  |
|  |                                                   |  |  |  |  |  |  |  |  |  |  |  |  |  |  |  |
|  |                                                   |  |  |  |  |  |  |  |  |  |  |  |  |  |  |  |
|  | Godofreu I el Captiu                              |  |  |  |  |  |  |  |  |  |  |  |  |  |  |  |
|  |                                                   |  |  |  |  |  |  |  |  |  |  |  |  |  |  |  |
|  |                                                   |  |  |  |  |  |  |  |  |  |  |  |  |  |  |  |
|  | …                                                 |  |  |  |  |  |  |  |  |  |  |  |  |  |  |  |
|  |                                                   |  |  |  |  |  |  |  |  |  |  |  |  |  |  |  |
|  |                                                   |  |  |  |  |  |  |  |  |  |  |  |  |  |  |  |
|  | Gerard I († 910)                                  |  |  |  |  |  |  |  |  |  |  |  |  |  |  |  |
|  |                                                   |  |  |  |  |  |  |  |  |  |  |  |  |  |  |  |
|  |                                                   |  |  |  |  |  |  |  |  |  |  |  |  |  |  |  |
|  | …                                                 |  |  |  |  |  |  |  |  |  |  |  |  |  |  |  |
|  |                                                   |  |  |  |  |  |  |  |  |  |  |  |  |  |  |  |
|  |                                                   |  |  |  |  |  |  |  |  |  |  |  |  |  |  |  |
|  | Oda de Metz                                       |  |  |  |  |  |  |  |  |  |  |  |  |  |  |  |
|  |                                                   |  |  |  |  |  |  |  |  |  |  |  |  |  |  |  |
|  |                                                   |  |  |  |  |  |  |  |  |  |  |  |  |  |  |  |
|  | Otó I de Saxònial'Il·lustre (850 † 912)           |  |  |  |  |  |  |  |  |  |  |  |  |  |  |  |
|  |                                                   |  |  |  |  |  |  |  |  |  |  |  |  |  |  |  |
|  |                                                   |  |  |  |  |  |  |  |  |  |  |  |  |  |  |  |
|  | Oda de Saxònia                                    |  |  |  |  |  |  |  |  |  |  |  |  |  |  |  |
|  |                                                   |  |  |  |  |  |  |  |  |  |  |  |  |  |  |  |
|  |                                                   |  |  |  |  |  |  |  |  |  |  |  |  |  |  |  |
|  | Hedwiga, filla d'Enric de Nèustria (v. 856 † 903) |  |  |  |  |  |  |  |  |  |  |  |  |  |  |  |
|  |                                                   |  |  |  |  |  |  |  |  |  |  |  |  |  |  |  |
|  |                                                   |  |  |  |  |  |  |  |  |  |  |  |  |  |  |  |

## Matrimoni i fills
Es va casar el 963 amb Matilde de Saxònia (de la família dels Billúngides), filla d'Herman I de Saxònia, duc de Saxònia, vídua de Balduí III, comte de Flandes, i va tenir:
- Godofreu II de Verdun († 1023), comte de Verdun i després el 1012 duc de Baixa Lotaríngia;
- Frederic de Verdun († 1022), comte de Verdun (1012-1022);
- Adalberó († 988), bisbe de Verdun (984-988) ;
- Herman de Verdun († 1029), comte de Verdun i d'Ename (1022-1024);
- Goteló I († 1044), marquès d'Anvers, i després (1023) duc de Baixa Lotaríngia com a successor del seu germà Godofreu;
- Ermengarda († 1042), casada amb Otó d'Hammerstein, comte al Wettergau;
- Adela casada al comte Godizó d'Aspelt;
- Ermentruda († després de 1010), casada amb Arnold de Rumigny († 1002/1010), senyor de Florennes.
- (insegur) Gerberga, esposa del comte Folmar II de Metz († 1026 o després)